# Kenttäjärvi (Pajala socken, Norrbotten)
Kenttäjärvi är en sjö i Pajala kommun i Norrbotten och ingår i Torneälvens huvudavrinningsområde. Sjön har en area på 0,0809 kvadratkilometer och ligger 261,1 meter över havet.

## Delavrinningsområde
Kenttäjärvi ingår i det delavrinningsområde (754734-180425) som SMHI kallar för Utloppet av Kitkiöjärvi. Medelhöjden är 313 meter över havet och ytan är 34,07 kvadratkilometer. Räknas de 2 avrinningsområdena uppströms in blir den ackumulerade arean 94,95 kvadratkilometer. Kitkiöjoki som avvattnar avrinningsområdet har biflödesordning 4, vilket innebär att vattnet flödar genom totalt 4 vattendrag innan det når havet efter 310 kilometer. Avrinningsområdet består mestadels av skog (82 procent) och sankmarker (11 procent). Avrinningsområdet har 1,61 kvadratkilometer vattenytor vilket ger det en sjöprocent på 4,7 procent.